# Флёри, Андре-Эркюль де Россе
Андре-Эркюль де Россе (фр. André-Hercule de Rosset; 27 сентября 1715, Монпелье — 13 апреля 1788, Париж), герцог де Флёри, пэр Франции — французский генерал.

## Биография
Сын Жана-Эркюля де Россе, герцога де Флёри, и Мари де Ре.
Маркиз де Рокозель, барон де Сей, сеньор де Флоранж.
Первоначально известный как маркиз де Флёри, 4 августа 1726 поступил прапорщиком в полк Ангумуа, которым командовал его дядя Понс де Россе. 11 февраля 1727 стал лейтенантом, 15 февраля 1728 перешел в этом чине в Морской полк, в котором 2 февраля 1730 получил роту.
Полковник пехотного полка Ангумуа (27.12.1731). Командовал этим полком в 1733 году при осаде Келя.
Кампмейстер-лейтенант Королевского драгунского полка (10.03.1734), отставлен от командования полком Ангумуа. 14 июня получил должность сенешаля Каркассона, Безье и Лиму. Участвовал в осаде Филиппсбурга; 2 сентября получил губернаторство в Эг-Морте. В 1735 году продолжил службу в Рейнской армии. В том же году купил за 450 тысяч ливров сеньорию Флоранж в Мецком генералитете, незадолго до этого отошедшую к королевскому домену как выморочное имущество.
30 апреля 1736 отец уступил ему титул герцога де Флёри. 24 октября 1737 получил от Станислава Лещинского должность генерал-губернатора Лотарингии и Барруа, с обещанием Людовика XV сохранить за ним этот пост после присоединения Лотарингии к Франции (28 октября). 10 мая 1738 получил королевское позволение принять губернаторство над городом и цитаделью Нанси, данное ему польским королем 15-го числа.
Бригадир кавалерии (1.01.1740), первый дворянин Палаты короля (5.06.1741), после смерти герцога де Латремуя. С началом войны за Австрийское наследство был направлен в Германскую армию. Участвовал в Богемской кампании: был при взятии Праги, на Писекском биваке, в бою при Сахаи, снятии осады Фрауэнберга, отступлении к Праге и обороне города, в том числе принимал участие в вылазке 22 августа 1742. Отступил из Праги в составе войск маршала Бель-Иля; вернулся во Францию в феврале 1743.
1 апреля 1743 был определен в Рейнскую армию маршала Ноая, сражался в битве при Деттингене и окончил кампанию в Нижнем Эльзасе.
1 апреля 1744 направлен во Фландрскую армию. 2 мая произведен в кампмаршалы, но при осаде Менена служил в чине бригадира, поскольку приказ о производстве в следующий чин был объявлен 7 июня. Сложил командование Королевским драгунским полком, после чего участвовал в осадах Ипра и Фюрна, затем перешел из Нидерландов в Эльзас, был в деле под Аугенумом и при осаде Фрайбурга.
1 апреля 1745 был определен в Рейнскую армию принца Конти, державшегося в обороне. С 1 мая 1746 снова был в армии принца Конти, служил при осадах Монса, Сен-Гилена, Шарлеруа, затем присоединился к армии Морица Саксонского, прикрывал осаду Намюра и сражался в битве при Року.
20 мая 1747 отправился в Прованс, с 1 июня состоял в армии на Савойской границе. Находился на Варском перевале, при атаке ретраншементов Вильфранша и Монтальбана, взятии этих городов, осаде и взятии Вентимильи, снабжении этой крепости в октябре. 1 мая 1748 был определен во Фландрскую армию, но война закончилась накануне этой даты. 10 мая был произведен в генерал-лейтенанты.
18 февраля 1751 был принят в Парламенте в качестве пэра. 24 декабря 1752 был назначен наследником великого бальяжа Нанси, принадлежавшего маркизу де Кюстину.
1 января 1753 был пожалован в рыцари орденов короля; цепь ордена Святого Духа получил 2 февраля.
1 марта 1757 направлен в Германскую армию, участвовал во взятии нескольких крепостей, но уже в июне был отозван ко двору исполнять свою должность первого палатного дворянина. В ноябре занял пост великого бальи Нанси, освободившийся после гибели маркиза де Кюстина в Росбахском сражении. Оставил военную службу.

## Семья
Жена (6.06.1736): Анн-Мадлен-Франсуаза де Монсо (19.10.1721—17.05.1802), единственная дочь Жака де Монсо, маркиза д'Оси, и Мари-Мадлен де Лагранж-Трианон, в сентябре 1739 назначена придворной дамой королевы, вступила в должность в августе 1740. Годовой доход супругов в 1770 году превышал 265 тысяч ливров, у них был большой особняк в Париже на улице Нотр-Дам-де-Шан, и дома в Версале, Компьене и Фонтенбло. В браке родилось девять детей, из них двое сыновей
Дети:
- Андре-Эркюль-Александр (30.03.1750—20.08.1782), маркиз де Флёри. Жена (7.11.1768): Клодин-Анн-Рен де Монморанси-Лаваль (6.03.1750—21.07.1784), дочь графа Жозефа-Пьера де Лаваля и Элизабет-Рене де Мопу
- Андре-Жозеф-Арсен (8.04.1761—17.01.1815), герцог де Флёри. Жена (1798): Жанна-Аделаида Эрбер
- Мари-Мадлен (27.01.1744—30.09.1803). Муж (16.11.1763): герцог Поль-Этьен-Огюст де Бовилье (1745—1771)
- Мари-Виктуар (10.11.1745—1803)  монахиня-кармелитка (1770)
- дочь (18.11.1747—12.10.1752)
- Мари-Генриетта-Элизабет-Габриель (24.02.1749). Муж (29.04.1771): маркиз Пьер-Шарль де Ларивьер (1749—1778), кампмейстер кавалерии
- Элизабет-Франсуаза-Тереза (30.05.1752—8.08.1771)